# نیتروگوانیدین
نیتروگوانیدین (به انگلیسی: Nitroguanidine) با فرمول شیمیایی CH4N4O2 یک ترکیب شیمیایی با شناسه پاب‌کم 11174 است. که جرم مولی آن 104.07 g/mol می‌باشد. شکل ظاهری این ترکیب، بلور بی‌رنگ است.